# Bachia geralista
Bachia geralista là một loài thằn lằn trong họ Gymnophthalmidae. Loài này được Teixeira, Sousa-Recoder, Camacho, De Sena, Navas & Rodrigues mô tả khoa học đầu tiên năm 2013.